# Metynnis maculatus
A Metynnis maculatus a sugarasúszójú halak (Actinopterygii) osztályának pontylazacalakúak (Characiformes) rendjébe, ezen belül a pontylazacfélék (Characidae) családjába tartozó faj.

## Előfordulása
A Metynnis maculatus előfordulási területe a dél-amerikai Amazonas és Paraguay folyók medencéiben van.

## Megjelenése
Ez a halfaj elérheti a 18 centiméter hosszúságot is.

## Életmódja
Trópusi és édesvízi hal, amely a nyíltabb vizeket kedveli. A víz hőmérséklete 20-28 °C és a pH értéke 6-7,2 között kell, hogy legyen. Tápláléka általában gyümölcsök és növényi részek, de az elhúzódott aszály idején, vagy a fogságban halakat, rákokat és egyéb állati részeket is fogyaszt.

## Felhasználása
A Metynnis maculatusnak kis mértékű halászata van. A városi akváriumok egyik kedvelt édesvízi hala.